# Metallic Falcons
Metallic Falcons is een Amerikaanse muziekgroep die bestaat uit Sierra Casady en Matteah Baim. Het debuut- en enige album Desert doughnuts werd in 2006 uitgebracht op Voodoo Eros,  het platenlabel van Casady's zus Bianca. Casady en Baim plaatsen het album zelf in het genre "softmetal".